# Cheilymenia luteopallens
Cheilymenia luteopallens är en svampart som först beskrevs av William Nylander och fick sitt nu gällande namn av Jean Louis Emile Boudier 1907. 
Cheilymenia luteopallens ingår i släktet Cheilymenia och familjen Pyronemataceae.   Inga underarter finns listade i Catalogue of Life.